# 川跡駅
川跡駅（かわとえき）は、島根県出雲市武志町に位置する一畑電車の駅である。駅番号は5。

## 概要
北松江線と大社線との接続駅である。ほとんどの列車が当駅にて相互接続を行うようにダイヤが組まれており、その際は3つのホームが列車で埋まる。
かつては構内アナウンス委託者の放送が名物であった。また、2010年（平成22年）5月29日公開の松竹映画『RAILWAYS 49歳で電車の運転士になった男の物語』の主要な舞台となった駅の一つでもある。

## 歴史
- 1930年（昭和5年）2月2日：一畑電気鉄道の当駅から大社神門駅（現在の出雲大社前駅）までの開通と同時に開業。
- 1971年（昭和46年）8月1日：駅の業務を委託化。
- 1973年（昭和48年）3月16日：貨物取扱廃止。
- 1995年（平成7年）4月14日：駅舎改築[1]。
- 2006年（平成18年）4月1日：一畑電気鉄道の持株会社移行に伴い、新設の一畑電車株式会社が鉄道事業を承継。

## 駅構造
島式ホーム2面4線を有する地上駅。有人駅である。出雲大社前方には側線を有している。
各ホームは構内踏切で結ばれている。以前は遮断機や警報機がなく、駅員が直接ロープで開け閉めしていた。以前の駅舎は1927年に建設された木造駅舎だったが、1995年に島根県立看護短期大学の開学にあわせて改築された。駅舎は屋根が瓦葺きの木造平屋建て駅舎で、トイレや駐輪場などがある。
のりばに割り当てられた番号は駅舎側から順番に、4・1・2・3番線と変則的な割り当てになっている。
| 4 | （通常は使用しない） | （通常は使用しない）           |
| 1 | ■大社線              | 出雲大社前行き                 |
| 2 | ■北松江線            | 電鉄出雲市行き                 |
| 3 | ■北松江線            | 雲州平田・松江しんじ湖温泉方面 |

基本的には上記のように割り当てられているが、北松江線出雲市方面から大社線へ入る列車は3番のりばを、同線松江しんじ湖温泉方面から大社線へ入る列車は2番のりばを、大社線から北松江線松江しんじ湖温泉方面へ入る列車は1番のりばを使用する。

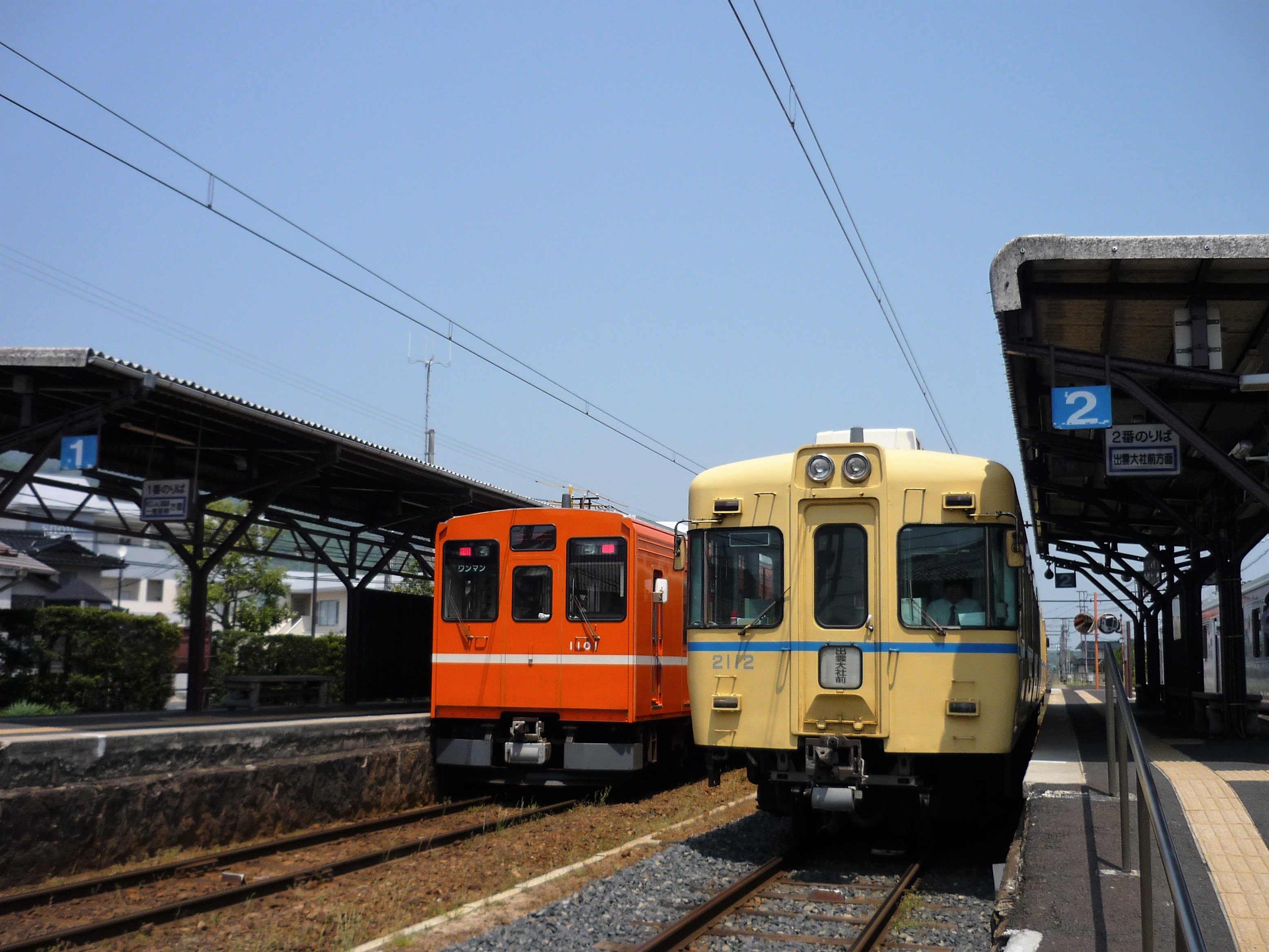
ホーム（2017年4月）
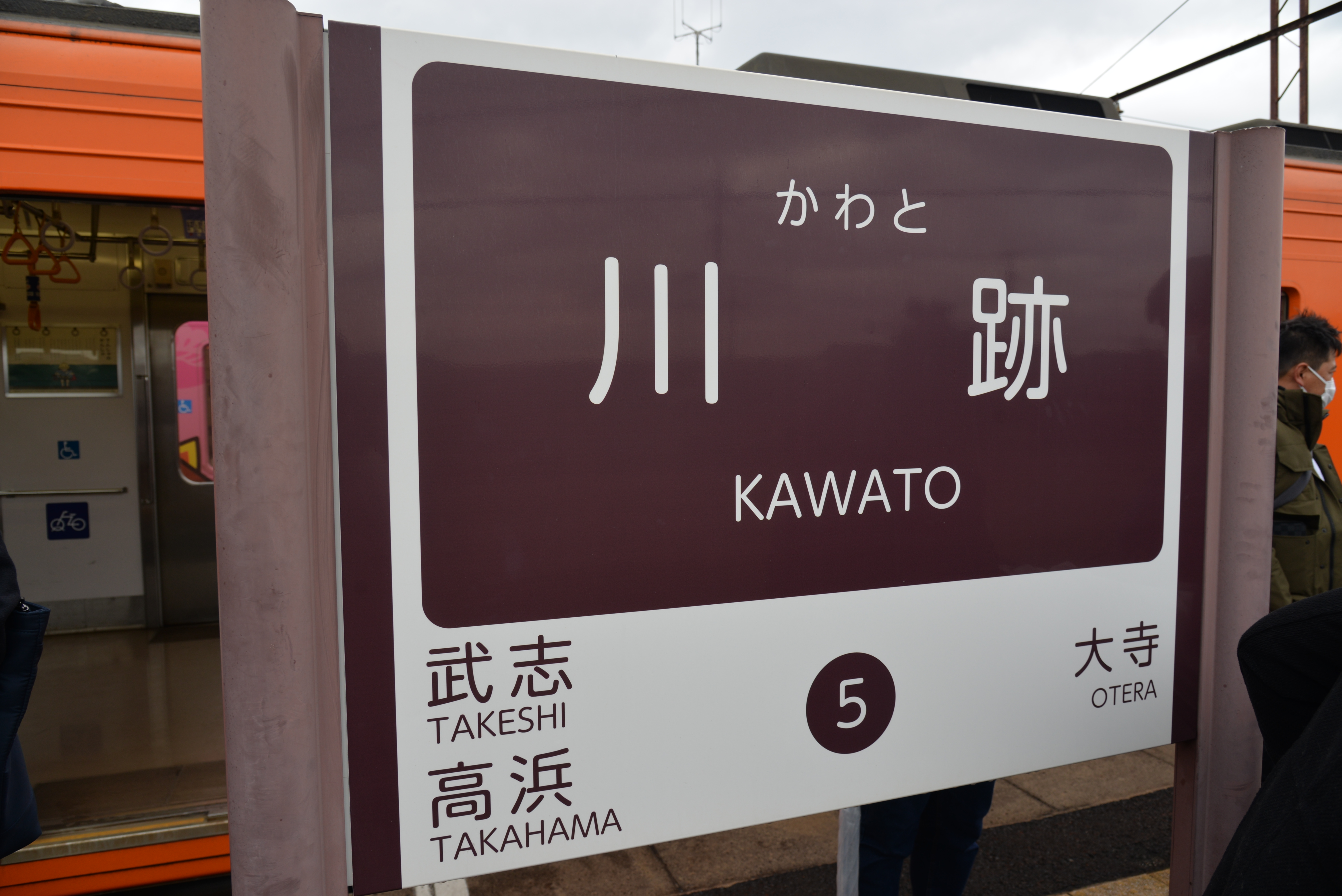
駅名標

## 利用状況
1日平均の乗降人員は以下の通り。
| 年度               | 1日平均 乗車人員 | 1日平均 乗降人員 |
| ------------------ | ---------------- | ---------------- |
| 1999年（平成11年） | 173              | 315              |
| 2000年（平成12年） | 191              | 363              |
| 2001年（平成13年） | 210              | 384              |
| 2002年（平成14年） | 138              | 255              |
| 2003年（平成15年） | 174              | 301              |
| 2004年（平成16年） | 151              | 333              |
| 2005年（平成17年） | 190              | 366              |
| 2006年（平成18年） | 218              | 391              |
| 2007年（平成19年） | 205              | 414              |
| 2008年（平成20年） | 169              | 380              |
| 2009年（平成21年） | 202              | 440              |
| 2010年（平成22年） | 195              | 433              |
| 2011年（平成23年） | 201              | 410              |
| 2012年（平成24年） | 201              | 410              |
| 2013年（平成25年） | 196              | 396              |
| 2014年（平成26年） | 178              | 419              |
| 2015年（平成27年） | 183              | 378              |
| 2016年（平成28年） | 204              | 420              |
| 2017年（平成29年） | 153              | 325              |
| 2018年（平成30年） | 202              | 417              |
| 2019年（令和元年） | 228              | 434              |
| 2020年（令和02年） | 145              | 276              |
| 2021年（令和03年） | 201              | 410              |
| 2022年（令和04年） | 226              | 459              |

## 駅周辺
周辺は一面田んぼが広がっており、住居はその中に散在する程度であるが、少し離れた場所には島根県立大学出雲キャンパスや出雲北陵中学・高等学校などの学校も多く立地する。駅から南東方向に500mほど進むと斐伊川に突き当たり、その対岸は出雲市斐川地区となる。この附近の家屋は築地松という防風林に囲まれていることが多い。
- 島根県立大学 出雲キャンパス
- 出雲北陵中学校・高等学校
- 出雲市立北陽小学校
- 斐伊川河川敷公園

斐伊川の河川敷に整備されたおよそ11ヘクタールの公園で多目的に使用されるほか夏には花火大会も行われ多くの人でにぎわう。隣の武志駅からも近い。
- 島根総合検診クリニック
- コーポマルシン
- いずも福祉用具プラザ

## 隣の駅
一畑電車
■北松江線
■特急「スーパーライナー」（平日朝下り1本のみ）・■特急（土休日のみ、当駅始終着）・■急行
大津町駅（3）- 川跡駅（5）- 雲州平田駅（9）
■普通
武志駅（4）- 川跡駅（5）- 大寺駅（6）
■大社線
■急行（松江しんじ湖温泉発着列車）
雲州平田駅（9）- 川跡駅（5）- 出雲大社前駅（26）
■急行（川跡・雲州平田発着列車）
雲州平田駅（9）← 川跡駅（5）- 浜山公園北口駅（25）
■普通
（北松江線）- 川跡駅（5）- 高浜駅（23）